# Liste der Bodendenkmale in Hannover
In der Liste der Bodendenkmale in Hannover sind die Bodendenkmale der niedersächsischen Stadt Hannover aufgeführt. Die Quelle ist der Denkmalatlas Niedersachsen. 

Hannover in der Region Hannover

Der Stand der Liste ist der 21. Januar 2025.

## Allgemein
In den Spalten finden sich folgende Informationen des Bodendenkmales:
| Lage         | geographische Koordinaten                                                           |
| Bezeichnung  | Bezeichnung lt. Denkmalatlas                                                        |
| Beschreibung | Beschreibung lt. Denkmalatlas                                                       |
| ID           | Objekt-ID                                                                           |
| Bild         | Bild, ggf. zusätzlich mit Link zu weiteren Fotos im Medienarchiv Wikimedia Commons. |

## Ahlem
| Lage                        | Bezeichnung                  | Beschreibung | ID       | Bild           |
| --------------------------- | ---------------------------- | --- | -------- | -------------- |
| 52° 22′ 42″ N, 9° 39′ 27″ O | Ahlem 8, Konzentrationslager | Außenlager des Konzentrationslagers Neuengamme, es wurde im November 1944 errichtet und Anfang April 1945 befreit. Das Lager beiderseits der Gemeinde-Grenze zwischen Velber, Stadt Seelze und Ahlem, Stadt Hannover. Nur auf dem Gebiet der Gmkg. Velber sind noch Reste erhalten, die in das Verzeichnis der Kulturdenkmale aufgenommen wurden, im Bereich der Gmkg. Ahlem sind die Befunde tiefgründig zerstört. - Teil ID: 40578006 | 40381595 | Weitere Bilder |

## Anderten
| Lage                        | Bezeichnung                       | Beschreibung           | ID       | Bild |
| --------------------------- | --------------------------------- | ---------------------- | -------- | ---- |
| 52° 22′ 21″ N, 9° 49′ 46″ O | Anderten 43, Landwehr (Teilstück) | Teilstück ID: 48004932 | 48005012 | BW   |

## Döhren
| Lage                        | Bezeichnung                     | Beschreibung | ID       | Bild |
| --------------------------- | ------------------------------- | ------------ | -------- | ---- |
| 52° 20′ 51″ N, 9° 45′ 41″ O | Döhren 13, Landwehr (Teilstück) |              | 28969602 | BW   |

## Hannover
| Lage                        | Bezeichnung          | Beschreibung | ID       | Bild           |
| --------------------------- | -------------------- | --- | -------- | -------------- |
| 52° 20′ 37″ N, 9° 45′ 8″ O  | Hannover 1, Landwehr | Teilstück der südlichen Hannoverschen Landwehr, die ursprünglich von den Leinewiesen am westlichen Rand des heutigen Maschsees bis an den Tiergarten bei Kirchrode reichte. Auf dem Gebiet der Gemarkung Hannover sind zwei Teilstücke dieser Landwehr heute noch erhalten: Zum einen westlich des Döhrener Turms; zum anderen entlang des Südrandes der Eilenriede zwischen der Bemeroder Straße und dem Bahndamm der Güterbahnlinie westlich vom Tiergarten. - Teilstück ID: 41941208 - Teilstück ID: 48005753 - Teilstück ID: 48005927 | 41941208 | Weitere Bilder |
| 52° 22′ 26″ N, 9° 46′ 46″ O | Hannover 2, Landwehr | Die Landwehr „zwischen Misburg und Hannover“, die 1373 erstmals schriftlich erwähnt wurde, zieht von NNW nach SSO quer durch die Eilenriede. Ursprüngliche Länge ca. 2.900 m, vom Schiffgraben im Norden bis zur hohen Landwehr im Süden. Zu großen Teilen im Gelände erhalten, der nördliche Abschnitt vom Schiffgraben bis zum Messeschnellweg ist knapp 1100 m lang. Teilstück ID: 36795834 | 28971736 | Weitere Bilder |
| 52° 24′ 40″ N, 9° 50′ 15″ O | Hannover 72, Graben  | Der Schiffgraben verlief vom Westrand des Altwarmbüchener Moores bis an die Leine südlich der Altstadt von Hannover. Die erste urkundliche Erwähnung erfolgte 1365. Der Schiffgraben wurde aus dem Altwarmbüchener Moor gespeist und diente zum Transport von Torf und Holz nach Hannover. Darüber hinaus markierte er zumindest zeitweilig den Grenzverlauf, unter anderem zwischen dem Amt Coldingen und dem Amt Langenhagen. - Teilstück ID: 36767804 | 28971724 | Weitere Bilder |
| 52° 20′ 49″ N, 9° 45′ 38″ O | Hannover 76, Warte   | Spätmittelalterlicher Wartturm an der südlichen Landwehr von Hannover, an einem der Hauptwege nach Süden. Als Baudatum (Umbau oder Neubau) ist urkundlich das Jahr 1382 belegt. Rundturm mit Steinsockel, Ziegelmauerwerk und Fachwerkaufbau. Dm. des Sockels ca. 6 m, heutige Höhe ca. 15 m. Laut Nöldeke ist der heute vorhandene "Turm nicht der ursprüngliche, sondern scheint auf dem kreisförmigen Umriss des alten zu Ende des 15. Jahrhunderts wieder aufgebaut zu sein. Ein etwa in halber Höhe eingesetzter Inschriftstein enthält die Jahreszahl MCCCCXXXVIII. Der Turm hat drei Geschosse in Ziegeln; 1888 wurde ein achteckiges Fachwerkgeschoß draufgesetzt. | 28951470 | Weitere Bilder |

## Kirchrode
| Lage                       | Bezeichnung                        | Beschreibung           | ID       | Bild |
| -------------------------- | ---------------------------------- | ---------------------- | -------- | ---- |
| 52° 22′ 8″ N, 9° 49′ 20″ O | Kirchrode 16, Landwehr (Teilstück) | Teilstück ID: 48004932 | 28952938 | BW   |

## Klein-Buchholz
| Lage                        | Bezeichnung                | Beschreibung | ID       | Bild |
| --------------------------- | -------------------------- | --- | -------- | ---- |
| 52° 23′ 47″ N, 9° 47′ 35″ O | Klein-Buchholz 4, Landwehr | Die Lüneburger Landwehr oder Pinkenburger Landwehr, im Westteil auch Hannoversche Landwehr, verlief von östlich des „Steuerndiebes“ in der Gmkg. Groß Buchholz über die Pinkenburg bis in den Misburger Wald (Gmkg. Misburg), am Rande des Altwarmbüchener Moores. Ehemalige Länge etwa 4,9 km. | 28972354 | BW   |

## Marienwerder
| Lage                        | Bezeichnung               | Beschreibung | ID       | Bild           |
| --------------------------- | ------------------------- | --- | -------- | -------------- |
| 52° 24′ 46″ N, 9° 37′ 42″ O | Marienwerder 8, NS-Anlage | Ab 1943 bestand das KZ der Akkumulatoren Fabrik Aktiengesellschaft (AFA, später Varta) als Außenlager des KZ Neuengamme, das nach Kriegsende und noch bis in die 1950er Jahre als Flüchtlingslager genutzt wurde. Obertägig im Gelände erhalten sind die Barackenfundamente der ehemaligen Häftlingsbaracken 3, 4, und 5 aus Beton, das Beton-Barackenfundament der ehemalige Kommandantur inklusive Kellerraum und das Barackenfundament der ehemaligen Werkstatt. Ferner sind 2 gemauerte Torpfeiler des Lagereingangs und ein gemauerter Torpfeiler, Schleuse (Durchgang zum Werk, umgestürzt auf Boden liegend) vorhanden. Erkennbar sind auch der Appellplatz und der Bunker des Lagerkommandanten südlich der Straße. | 39110354 | Weitere Bilder |

## Misburg
| Lage                        | Bezeichnung          | Beschreibung | ID       | Bild |
| --------------------------- | -------------------- | ------------ | -------- | ---- |
| 52° 24′ 30″ N, 9° 50′ 23″ O | Misburg 27, Landwehr |              | 39531248 | BW   |